# Станислава Николова
Станислава Владимирова Николова е българска актриса, която е известна с ролята на Катя Григорова в сериала „Господин X и морето“.

## Биография
През 2007 г. е приета във НАТФИЗ „Кръстю Сарафов“ със специалност „Актьорско майсторство за драматичен театър“ и завършва през 2011 г.
След дипломирането си започва кариерата си в Драматичния-куклен театър „Иван Димов“ в град Хасково, а след това играе в Младежкия театър „Николай Бинев“ и Театър „Българска армия“.
Известна е с ролите си на Петканова в трагикомичния сериал „Столичани в повече“ и Катя Григорова в „Господин X и морето“
През 2019 г. участва в риалити предаването „Черешката на тортата“.

## Участия в театъра
Театър НАТФИЗ
1. „Хамлет“ от Уилям Шекспир[6]
2. „Роберто Зуко“ от Бернар-Мари Колтес[7]

Драматично-куклен театър „Иван Димов“
1. „Женитба“ от Николай Гогол[8]
2. „Живял човек“ от Василий Шукшин – постановка Петринел Гочев[9]
3. „Оркестър Титаник“ от Христо Бойчев[10]
4. „Вдовиците“ от Славомир Мрожек – постановка Иван Савов[11]
5. „Секс комедия в лятна нощ“ от Уди Алън – постановка Юрий Дачев[12]

Театър „Българска армия“
1. „Ромео и Жулиета“ от Уилям Шекспир[13]
2. „Бандитска опера“ по Джон Гей[14][15]
3. „Секс комедия в лятна нощ“ от Уди Алън – постановка Юрий Дачев[16]

Младежки театър „Николай Бинев“
1. „Колекцията“ от Харолд Пинтър – режисьор Никола Стоянова[17]
2. 2019 – „Ромео и Жулиета“ от Уилям Шекспир – режисьор Анастасия Събева[18][19][20]
3. 2022 – „Любов и смърт по Данте и Бокачо“ – режисьор Анастасия Събева[21][22]

## Филмография
- „Фамилията“ (2013) – студентка по журналистика
- „На границата“ (2014) – Лиляна
- „Имунитет“ (2014)
- „Коледа“ (2015) - младата Мария
- „Столичани в повече“ (2015) – Петканова, бивша депутатка от партия „Елит“, бивш служебен министър на туризма и бивш служебен вицепремиер
- „Куче“ (2016) – секретарката
- „И после светлина“ (2017)
- „Господин X и морето“ (2019) – Катя Григорова
- „В кръг“ (2019) – Гадже на политик
- „Третата среща“ (2020) – Мелани
- „Български кораб потъва в бурно море“ (2022)

## Дублаж
- „DC Лигата на супер-любимците“ (2022) – Зеления фенер

## Други дейности
Николова е заместник-директор на драматичния куклен-театър в Хасково.